# Ilegales (groupe dominicain)
Pour les articles homonymes, voir Ilegales.
Ilegales, également connu sous le nom de Los Ilegales, est un groupe de pop dominicain. Il est formé en 1995 par Vladimir Dotel, et composé de trois musiciens dont Dotel.  Il atteint à plusieurs reprises les classements Billboard Tropical. À l'origine formé comme groupe de merengue house, le groupe se diversifie jouant des genres tels incluant hip-hop, pop latino, et ballade pop.

## Biographie

### 1993-1999
Le groupe comprend à l'origine Vladimir Dotel, Álvaro Guzmán, Anthony de la Cruz (Misionero Freddy de la Cruz), et Jason González, avec des caractéristiques musicales similaires au groupe Proyecto Uno. Ils sont projetés à l'international avec les morceaux La Morena (un hit et Fiesta caliente. Ils reçoivent le Premios Eres à l'Acapulco Fest. Ils sont également nommés pour les Grammy Latino et de l'ASCAP. 
Le 11 mars 1997, ils sortent leur deuxième album, intitulé Rebotando, avec des chansons comme Sueño contigo, Rebotando, El Taqui Taqui et Como un torno, s'aventurant dans une direction musicale romantique avec des chansons comme Sólo me queda et Me haces falta. Avant l'enregistrement de l'album, Álvaro Guzmán quitte le groupe, et est remplacé par Rafael Rivera (Raffy). 
Le 15 janvier 1998, quelques jours après l'enregistrement du clip Sueño contigo, ils subissent la perte de Jason, un de ses membres, dans un accident de voiture. Jason fait l'objet de plusieurs hommages tels que le Festival de Viña del Mar, un mois après sa mort. À cette période, il est provisoirement remplacé par Lenny Medina.
La même année, ils se reconstruisent. Raffy quitte le groupe, et donne sa place à Juan Carlos Campos, tandis que la place de Jason est prise par Carlos Montaner (Monty). Entretemps, ils sortent leur troisième album, intitulé En la mira, avec des chansons comme Enamorao, Baila, Solo Tu, Beat it with Your Rithmstick et un remix de Dame de eso.
Le 26 octobre 1999, lors d'un concert à Saint-Domingue, ils enregistrent leur quatrième album, intitulé Live, dans lequel ils jouent leurs trois albums, et incluent des morceaux plus récents.

### 2000-2009
Le 23 janvier 2001 sort le cinquième album studio du groupe, On Time, produit par BMG, avec des chansons comme Una copa de licor, Chocolate, Tu recuerdo, Yo Quiero una nena et El Termómetro, et marque également la première transformation du groupe passant d'un quatuor à un trio. En 2002, Leny Pimentel (Leny) participe à la tournée promotionnelle On Time, et enregistre le clip de Una copa de liquor. À la fin de la même année, ils changent de label pour EMI Music. Ils produisent l'album Marca registrada, dans lequel des chansons comme Siento sont choisies par le festival Viña del Mar. En 2004. Après le départ de Carlos Montaner (Monty), ils redeviennent pour la deuxième fois un trio et produisent l'album In the Room, leur septième, et se popularisant au Mexique avec la chanson No queda nada qui est également enregistré en version merengue. L'album comprend également des chansons telles que Por ti, Como tú, La Maquinita et Mientras Tanto.
Le 7 novembre 2006, sans Lenny, ils annoncent leur huitième album sous le label Universal Music et avec un nouveau membre, Dany Silveira. Il comprend de nouvelles chansons telles que La Monta buena, Me tienes, La Otra un duo avec Monchy et Alexandra, et la ballade Mátame. En 2008, le départ de Juan Carlos Campos et Dany Silveira est annoncé, en parallèle à l'enregistrent du clip de Ya no toy pa eso. Le 24 février 2009, ils sortent l'album Hecho en el Patio sous le label Planet Records.

### Depuis 2010
En 2010, Ilegales annonce la sortie de son nouvel album, Celebration, pour janvier 2011. En octobre, le groupe sort le premier single intitulé Esto es, en collaboration avec Johnny Ventura (es) et le chanteur Vakero.
En juillet 2011, lors d'un chat réalisé sur le site web dominicain du magazine Bureo, le groupe rappelle qu'en 1995 il faisait ses débuts à Fortaleza Ozama dans la zone coloniale de Saint-Domingue. En mai 2012, ils sortent le single Ayantame, qui se classe au top du Billboard. Plusieurs semaines plus tard, un remix du morceau est publié avec la participation d'El Potro Álvarez. Il se classe 4e des classements Billboard pendant quatre semaines. En janvier 2013, ils sortent leur deuxième single, Chucuchá.
En mars 2015, leur chanson La Pastilla est placée dans le classement Top Latin Songs de Monitor Latino, en République dominicaine.

## Discographie
- 1995 : Ilegales
- 1997 : Rebotando
- 1998 : En la Mira
- 1999 : Live
- 2001 : On Time
- 2002 : Marca Registrada
- 2004 : In the Room
- 2006 : La Republica
- 2009 : Hecho en el Patio
- 2011 : Celebration
- 2014 : El Sonido
- 2016 : Inagotable
- 2017 : Tamo Happy
- 2019 : Dime Que Si